# Fort XVII Twierdzy Modlin

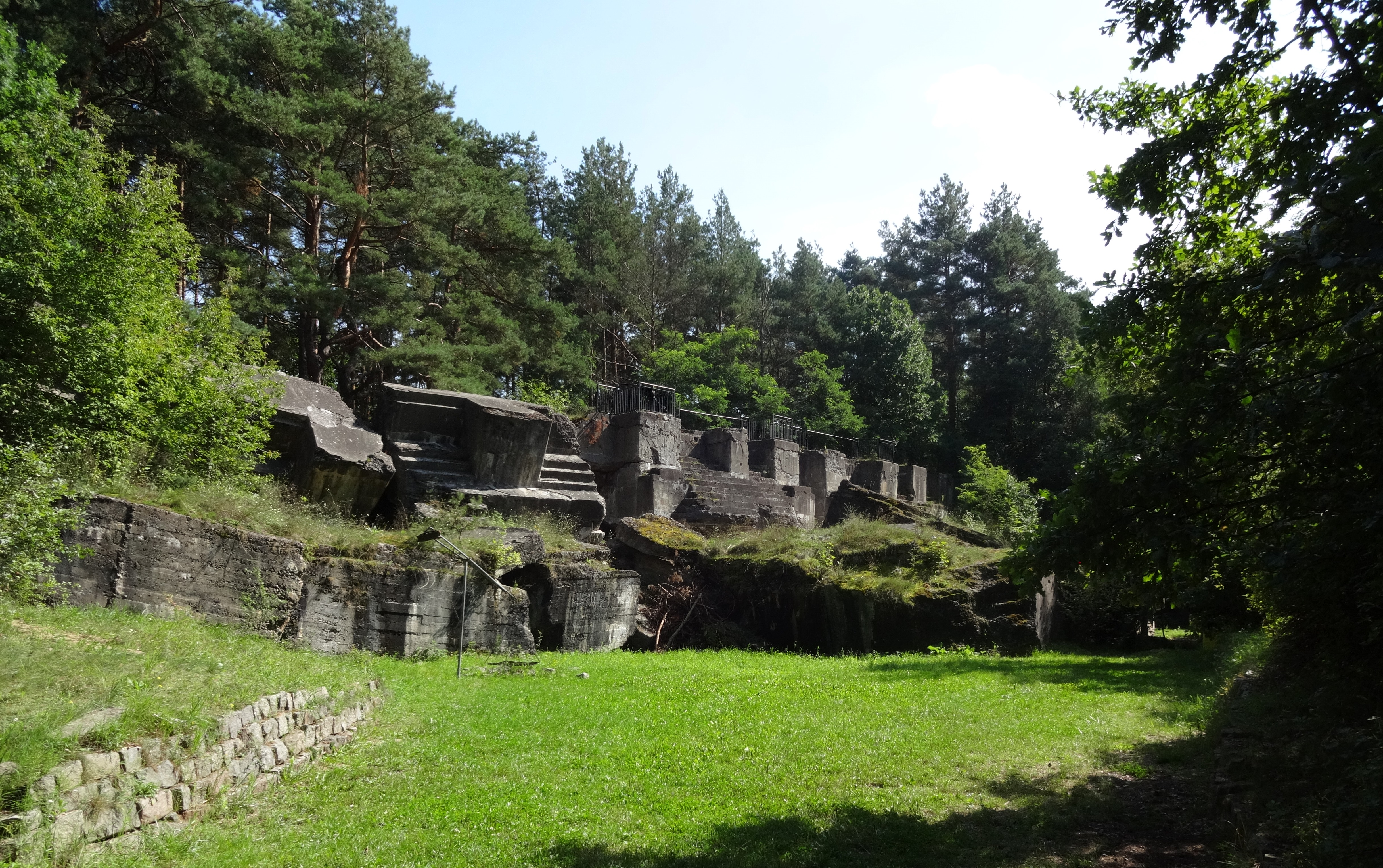
Ruiny fortu XVIIB

Fort XVIIB – jeden z fortów pierścienia zewnętrznego Twierdzy Modlin, wzniesiony w latach 1912–1914 w ramach rozbudowy twierdzy.
Fort znajduje się we wsi Janówek Pierwszy. Wchodził w skład Grupy Fortowej „Janówek” jako fort główny. Jego budowa nie została ukończona do czasu wybuchu I wojny światowej. Nie zamontowano m.in. pancernych kopuł, nie wybudowano przeciwskarpy.
Fort był atakowany przez wojska niemieckie w dniach 14–18 sierpnia 1915 roku. Wojska rosyjskie opuściły fort w nocy z 17 na 18 sierpnia, następnie wkroczyły wojska niemieckie. Podczas wycofywania Rosjanie najprawdopodobniej wysadzili główne elementy fortu.
W 1939 roku fort znajdował się na linii niemieckiego ataku na Twierdzę Modlin.